# 陽慶
陽慶，雲南昆明人，明朝政治人物、進士。

## 生平
洪武二十九年，中應天舉人。洪武三十年（1397年），中丁丑科春榜三甲第二十二名進士。官至太常寺博士。